# Phiale formosa
Phiale formosa är en spindelart som först beskrevs av Banks 1909.  Phiale formosa ingår i släktet Phiale och familjen hoppspindlar. Inga underarter finns listade i Catalogue of Life.